# Fingringhoe
Fingringhoe – wieś i civil parish w Anglii, w hrabstwie Essex, w dystrykcie Colchester. Leży 35 km na wschód od miasta Chelmsford i 84 km na północny wschód od Londynu. W 2011 roku civil parish liczyła 775 mieszkańców.